# Internazionali di Tennis di Baviera 2007 - Qualificazioni singolare
Le qualificazioni del singolare degli Internazionali di Tennis di Baviera 2007 sono state un torneo di tennis preliminare per accedere alla fase finale della manifestazione. I vincitori dell'ultimo turno sono entrati di diritto nel tabellone principale. In caso di ritiro di uno o più giocatori aventi diritto a questi sono subentrati i lucky loser, ossia i giocatori che hanno perso nell'ultimo turno ma che avevano una classifica più alta rispetto agli altri partecipanti che avevano comunque perso nel turno finale.
Le qualificazioni del singolare prevedevano 32 partecipanti di cui 4 sono entrati nel tabellone principale.

## Teste di serie
1. Raemon Sluiter (ultimo turno)
2. Farruch Dustov (secondo turno)
3. Matthias Bachinger (Qualificato)
4. Tobias Summerer (Qualificato)

1. Andis Juška (secondo turno)
2. Alexander Satschko (secondo turno)
3. Julian Reister (secondo turno)
4. Tomas Behrend (ultimo turno)

## Qualificati
1. Andreas Beck
2. Nenad Zimonjić

1. Matthias Bachinger
2. Tobias Summerer

## Tabellone

### Legenda
| - Q = Qualificato - WC = Wild card - LL = Lucky loser | - ALT = Alternate - SE = Special Exempt - PR = Protected Ranking | - w/o = Walkover - r = Ritirato - d = Squalificato |

### Sezione 1
|  | Primo turno        | Primo turno        | Primo turno        | Primo turno | Primo turno |  |  | Secondo turno | Secondo turno   | Secondo turno  | Secondo turno | Secondo turno |   |   | Ultimo turno | Ultimo turno   | Ultimo turno   | Ultimo turno | Ultimo turno |  |
|  |                    |                    |                    |             |             |  |  |               |                 |                |               |               |   |   |              |                |                |              |              |  |
|  | 1                  | Raemon Sluiter     | 3                  | 7           | 6           |  |  |               |                 |                |               |               |   |   |              |                |                |              |              |  |
|  |                    | Florin Mergea      | 6                  | 5           | 3           |  |  | 1             | Raemon Sluiter  | 5              | 7             | 6             |   |   |              |                |                |              |              |  |
|  | Dominik Meffert    | Dominik Meffert    | Dominik Meffert    | 7           | 6           |  |  |               | Dominik Meffert | 7              | 63            | 3             |   |   |              |                |                |              |              |  |
|  | Ladislav Chramosta | Ladislav Chramosta | Ladislav Chramosta | 63          | 3           |  |  |               |                 |                |               |               |   |   | 1            | Raemon Sluiter | Raemon Sluiter | 3            | 2            |  |
|  | Andreas Beck       | Andreas Beck       | Andreas Beck       | 6           | 6           |  |  |               |                 |                | Andreas Beck  | Andreas Beck  | 6 | 6 |              |                |                |              |              |  |
|  | Maximilian Abel    | Maximilian Abel    | Maximilian Abel    | 3           | 4           |  |  |               | Andreas Beck    | Andreas Beck   | 6             | 6             |   |   |              |                |                |              |              |  |
|  | 7                  | Julian Reister     | Julian Reister     | 6           | 6           |  |  | 7             | Julian Reister  | Julian Reister | 4             | 3             |   |   |              |                |                |              |              |  |
|  |                    | Patrick Taubert    | Patrick Taubert    | 1           | 1           |  |  |               |                 |                |               |               |   |   |              |                |                |              |              |  |

### Sezione 2
|  | Primo turno     | Primo turno        | Primo turno        | Primo turno | Primo turno |  |  | Secondo turno | Secondo turno      | Secondo turno      | Secondo turno  | Secondo turno |   |   | Ultimo turno | Ultimo turno | Ultimo turno | Ultimo turno | Ultimo turno |  |
|  |                 |                    |                    |             |             |  |  |               |                    |                    |                |               |   |   |              |              |              |              |              |  |
|  | 2               | Farruch Dustov     | 1                  | 7           | 6           |  |  |               |                    |                    |                |               |   |   |              |              |              |              |              |  |
|  |                 | Marc Sieber        | 6                  | 64          | 4           |  |  | 2             | Farruch Dustov     | Farruch Dustov     | 4              | 4             |   |   |              |              |              |              |              |  |
|  | Marc Meigel     | Marc Meigel        | 6                  | 63          | 6           |  |  |               | Marc Meigel        | Marc Meigel        | 6              | 6             |   |   |              |              |              |              |              |  |
|  | Peter Gojowczyk | Peter Gojowczyk    | 4                  | 7           | 4           |  |  |               |                    |                    |                |               |   |   | Marc Meigel  | Marc Meigel  | 7            | 1            | 4            |  |
|  | Nenad Zimonjić  | Nenad Zimonjić     | Nenad Zimonjić     | 6           | 6           |  |  |               |                    | Nenad Zimonjić     | Nenad Zimonjić | 68            | 6 | 6 |              |              |              |              |              |  |
|  | Michal Navrátil | Michal Navrátil    | Michal Navrátil    | 3           | 2           |  |  |               | Nenad Zimonjić     | Nenad Zimonjić     | 6              | 6             |   |   |              |              |              |              |              |  |
|  | 6               | Alexander Satschko | Alexander Satschko | 6           | 6           |  |  | 6             | Alexander Satschko | Alexander Satschko | 4              | 1             |   |   |              |              |              |              |              |  |
|  |                 | Rameez Junaid      | Rameez Junaid      | 1           | 4           |  |  |               |                    |                    |                |               |   |   |              |              |              |              |              |  |

### Sezione 3
|  | Primo turno       | Primo turno          | Primo turno          | Primo turno | Primo turno |  |  | Secondo turno | Secondo turno      | Secondo turno | Secondo turno | Secondo turno |    |   | Ultimo turno | Ultimo turno       | Ultimo turno       | Ultimo turno | Ultimo turno |  |
|  |                   |                      |                      |             |             |  |  |               |                    |               |               |               |    |   |              |                    |                    |              |              |  |
|  | 3                 | Matthias Bachinger   | Matthias Bachinger   | 6           | 6           |  |  |               |                    |               |               |               |    |   |              |                    |                    |              |              |  |
|  |                   | Sébastien de Chaunac | Sébastien de Chaunac | 1           | 3           |  |  | 3             | Matthias Bachinger | 4             | 6             | 6             |    |   |              |                    |                    |              |              |  |
|  | Marko Tkalec      | Marko Tkalec         | Marko Tkalec         | 6           | 6           |  |  |               | Marko Tkalec       | 6             | 1             | 2             |    |   |              |                    |                    |              |              |  |
|  | Martin Vacek      | Martin Vacek         | Martin Vacek         | 1           | 4           |  |  |               |                    |               |               |               |    |   | 3            | Matthias Bachinger | Matthias Bachinger | 7            | 6            |  |
|  | Louk Sorensen     | Louk Sorensen        | Louk Sorensen        | 6           | 6           |  |  |               |                    |               | Louk Sorensen | Louk Sorensen | 65 | 4 |              |                    |                    |              |              |  |
|  | Nick Van Der Meer | Nick Van Der Meer    | Nick Van Der Meer    | 3           | 3           |  |  |               | Louk Sorensen      | Louk Sorensen | 6             | 6             |    |   |              |                    |                    |              |              |  |
|  | 5                 | Andis Juška          | Andis Juška          | 6           | 7           |  |  | 5             | Andis Juška        | Andis Juška   | 4             | 2             |    |   |              |                    |                    |              |              |  |
|  |                   | David Thurner        | David Thurner        | 3           | 64          |  |  |               |                    |               |               |               |    |   |              |                    |                    |              |              |  |

### Sezione 4
|  | Primo turno       | Primo turno       | Primo turno       | Primo turno | Primo turno |  |  | Secondo turno | Secondo turno     | Secondo turno | Secondo turno | Secondo turno |   |   | Ultimo turno | Ultimo turno    | Ultimo turno    | Ultimo turno | Ultimo turno |  |
|  |                   |                   |                   |             |             |  |  |               |                   |               |               |               |   |   |              |                 |                 |              |              |  |
|  | 4                 | Tobias Summerer   | 6                 | 6           | 6           |  |  |               |                   |               |               |               |   |   |              |                 |                 |              |              |  |
|  |                   | Gustavo Marcaccio | 7                 | 2           | 3           |  |  | 4             | Tobias Summerer   | 1             | 6             | 6             |   |   |              |                 |                 |              |              |  |
|  | Marcel Zimmermann | Marcel Zimmermann | Marcel Zimmermann | 6           | 6           |  |  |               | Marcel Zimmermann | 6             | 4             | 3             |   |   |              |                 |                 |              |              |  |
|  | Michael Kohlmann  | Michael Kohlmann  | Michael Kohlmann  | 3           | 1           |  |  |               |                   |               |               |               |   |   | 4            | Tobias Summerer | Tobias Summerer | 6            | 6            |  |
|  | Jean-René Lisnard | Jean-René Lisnard | 6                 | 4           | 6           |  |  |               |                   | 8             | Tomas Behrend | Tomas Behrend | 2 | 3 |              |                 |                 |              |              |  |
|  | Antonio Veić      | Antonio Veić      | 1                 | 6           | 3           |  |  |               | Jean-René Lisnard | 3             | 6             | 64            |   |   |              |                 |                 |              |              |  |
|  | 8                 | Tomas Behrend     | Tomas Behrend     | 6           | 6           |  |  | 8             | Tomas Behrend     | 6             | 4             | 7             |   |   |              |                 |                 |              |              |  |
|  |                   | Tobias Kamke      | Tobias Kamke      | 4           | 3           |  |  |               |                   |               |               |               |   |   |              |                 |                 |              |              |  |